# Henry Charles Delacroix
Pour les articles homonymes, voir Henri Delacroix (homonymie).
Henry Charles Delacroix est un architecte français né à Paris le 8 mars 1907 et décédé le 1er juin 1974 dans cette même ville.

## Biographie
Il entre à l’École nationale supérieure des arts décoratifs en 1927 où il étudie avec Charles Genuys, Lucien Woog et Henri Sauvage. Dans les années 1930, il modifie l’orthographe de son prénom qui passe de “Henri” à “Henry”. En 1934, il intègre le cabinet de son père Charles-Louis Delacroix, avec qui il réalise ses premiers immeubles, de style résolument moderne. Il se marie avec Germaine Jeanne Louise Meurdesoif le 27 juillet 1939 en la mairie du XXe. Il obtient son diplôme d'architecte en 1942.
Après la Seconde Guerre mondiale, Delacroix participe à la reconstruction de villes françaises endommagées par les bombardements après la Seconde Guerre mondiale, notamment Bayeux et Caen, avec le quartier des Quatrans et l'hôtel d'Escoville,. Puis à partir des années 1950, il entame une longue collaboration avec l'OPHLM de Paris et participe avec ses confrères Jean Courcoux et Roger Auchapt entre autres, à la construction de nombreuses cités en région parisienne.

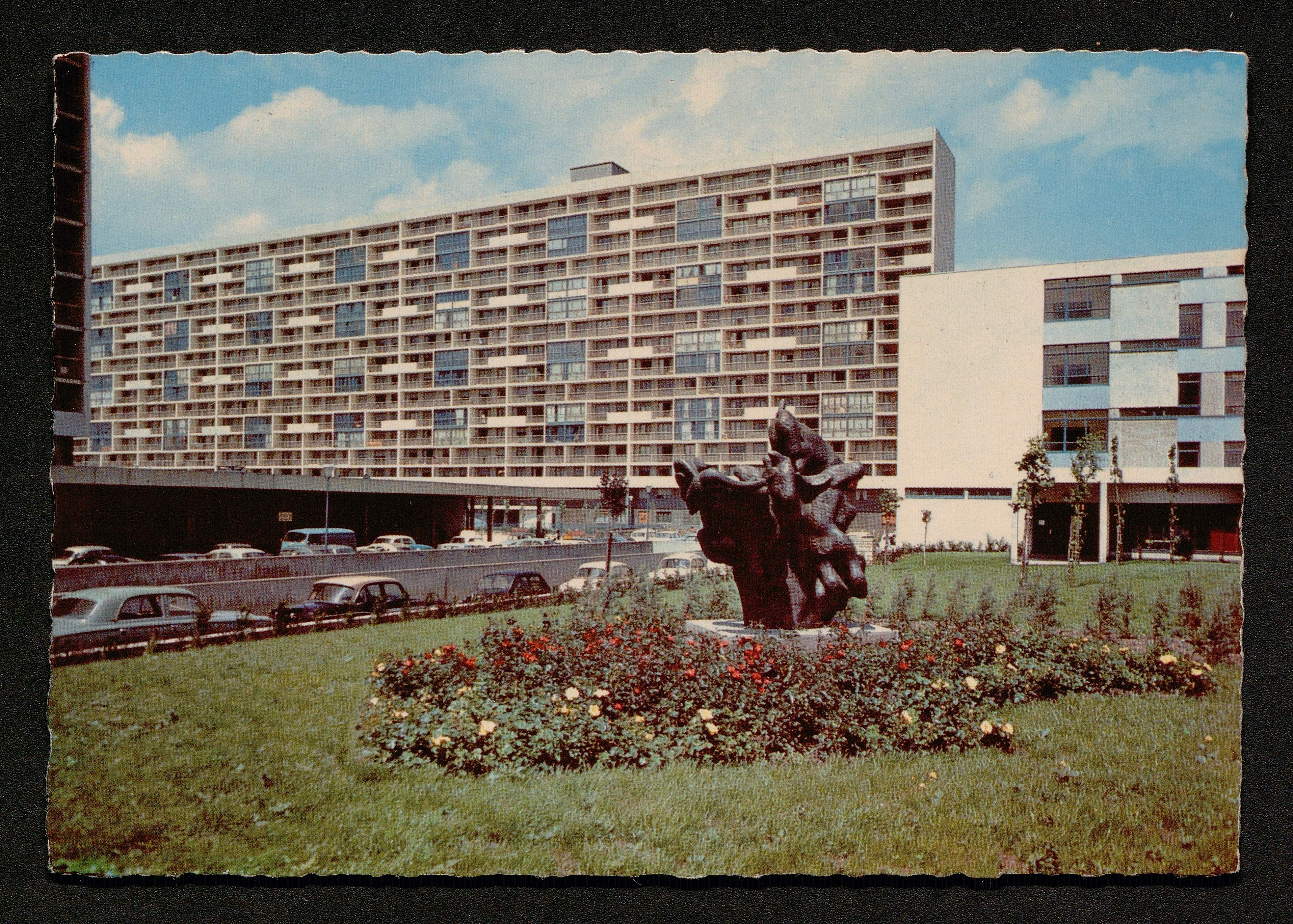
Vue de la cité des 4000 entre 1961 et 1964

La cité des 4000 à La Courneuve, nommée ainsi en raison de sa capacité d'accueil de 4 000 appartements, a été conçue par les architectes Clément Tambuté et Henry-Charles Delacroix pour répondre aux besoins d'un grand nombre de personnes.
C'est en juillet 1973, l'année précédant son décès, que Delacroix cesse son activité et cède les droits de son cabinet à l'architecte René Auchapt, avec qui il travaillait.

## Principales réalisations
- 1959 - 1968 : Cité des 4000, La Courneuve (Seine-Saint-Denis)
- 1962 : Chapelle L'Emmanuel, La Courneuve (Seine-Saint-Denis)